# Symphysodon discus
Symphysodon discus es una especie de pez de la familia Cichlidae en el orden de los Perciformes.

## Morfología
Los grandes pueden llegar alcanzar los 30,0 cm de longitud total.
El aspecto típico del Disco es el de un pez aplanado por sus laterales y de un aspecto redondeado. Su coloración es muy variable en los ejemplares salvajes se resaltan los marrones, verdes, azules y los DISCOS De Heckel. Los demás colores ( blue diamond, pigeon, cobalto, marlboro, red-turquesa, melon, snow withe, red map, etc) son hibridaciones las cuales son las más frecuentes en tiendas especializadas.

## Alimentación
Las especies de cautiverio comen sin dificultad comida seca en gránulos, papillas caseras a base de corazón de ternera y vegetales, artemia, y a veces pueden llegar a comer algunas plantas acuáticas. Los discos salvajes con el tiempo llegan a comer lo mismo aunque resulta muy difícil la adaptación a alimentos comerciales liofilizados.

## Hábitat
Es una especie de clima tropical entre 26 °C-30 °C de temperatura. Si bien son oriundos de la cuenca del Amazonas se extienden desde Perú hasta Brasil, prefiriendo lagunas y arroyos secundarios, donde no haya corrientes fuertes. Son peces de aguas negras ( color té ). Prefieren zonas con gran cantidad de troncos, raíces y plantas que sirvan de refugio. El ph. de los Discos Salvajes ronda entre los 5.0 y 6.o grados, prefieren aguas blandas, los Discos híbridos o de criadero aceptan casi todo tipo de agua prefiriendo un Ph neutro (7.0)

## Distribución geográfica
Se encuentran en Sudamérica:  cuenca del río Amazonas.